# Ван-Сиклен-авеню (линия Джамейка, Би-эм-ти)
|   |   |   |   |
| · | · | · | · |

|   |   |   |   |
| · | · | · | · |

«Ван-Сиклен-авеню» (англ. Van Siclen Avenue) — станция Нью-Йоркского метрополитена, расположенная на линии Джамейка, Би-эм-ти. Станция находится в Бруклине, в округе Ист-Нью-Йорк, на пересечении Ван-Сиклен-авеню и Фултон-стрит. На станции останавливаются маршруты J (круглосуточно, кроме часов пик в пиковом направлении) и Z (в часы пик в пиковом направлении). Станцию проходит без остановки маршрут J (в часы пик в пиковом направлении).

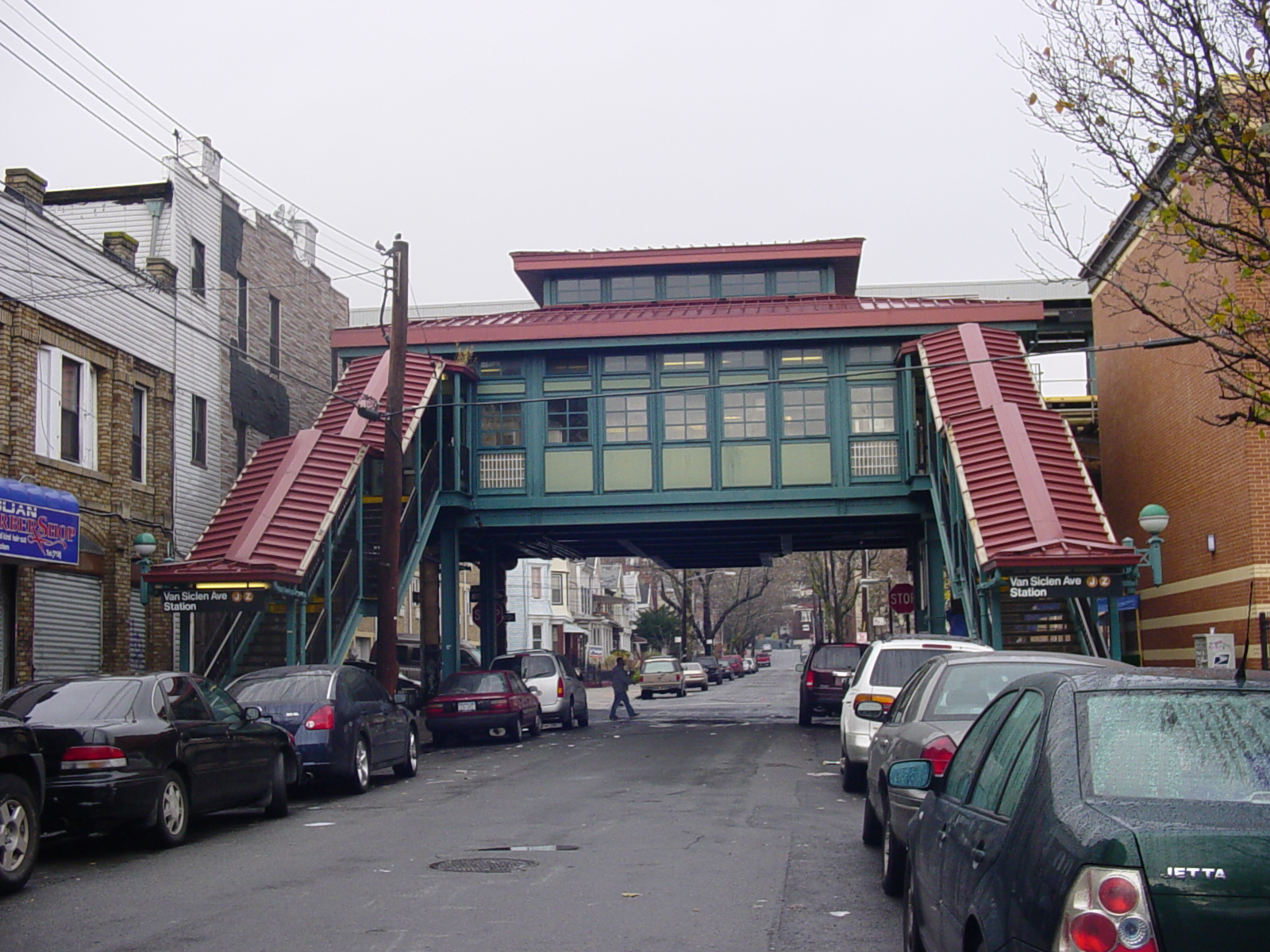
Вид на мезонин с улицы

Станция была открыта 3 декабря 1885 года и представлена одной узкой островной платформой, расположенной на двухпутном участке линии. Платформа оборудована коротким навесом с (что необычно) плоской крышей. Навес поддерживают колонны. Название станции представлено в стандартном варианте: на черных табличках с белой надписью на вывесках и колоннах. Станция реконструировалась летом-осенью 2006 года.
Станция имеет единственный выход, расположенный с западного конца станции. Он представлен эстакадным мезонином, расположенным под платформами, куда с каждой спускается по одной лестнице. В мезонине располагается турникетный павильон. В город ведут четыре лестницы: ко всем углам перекрестка Ван-Сиклен-авеню и Фултон-стрит.